# 라플라

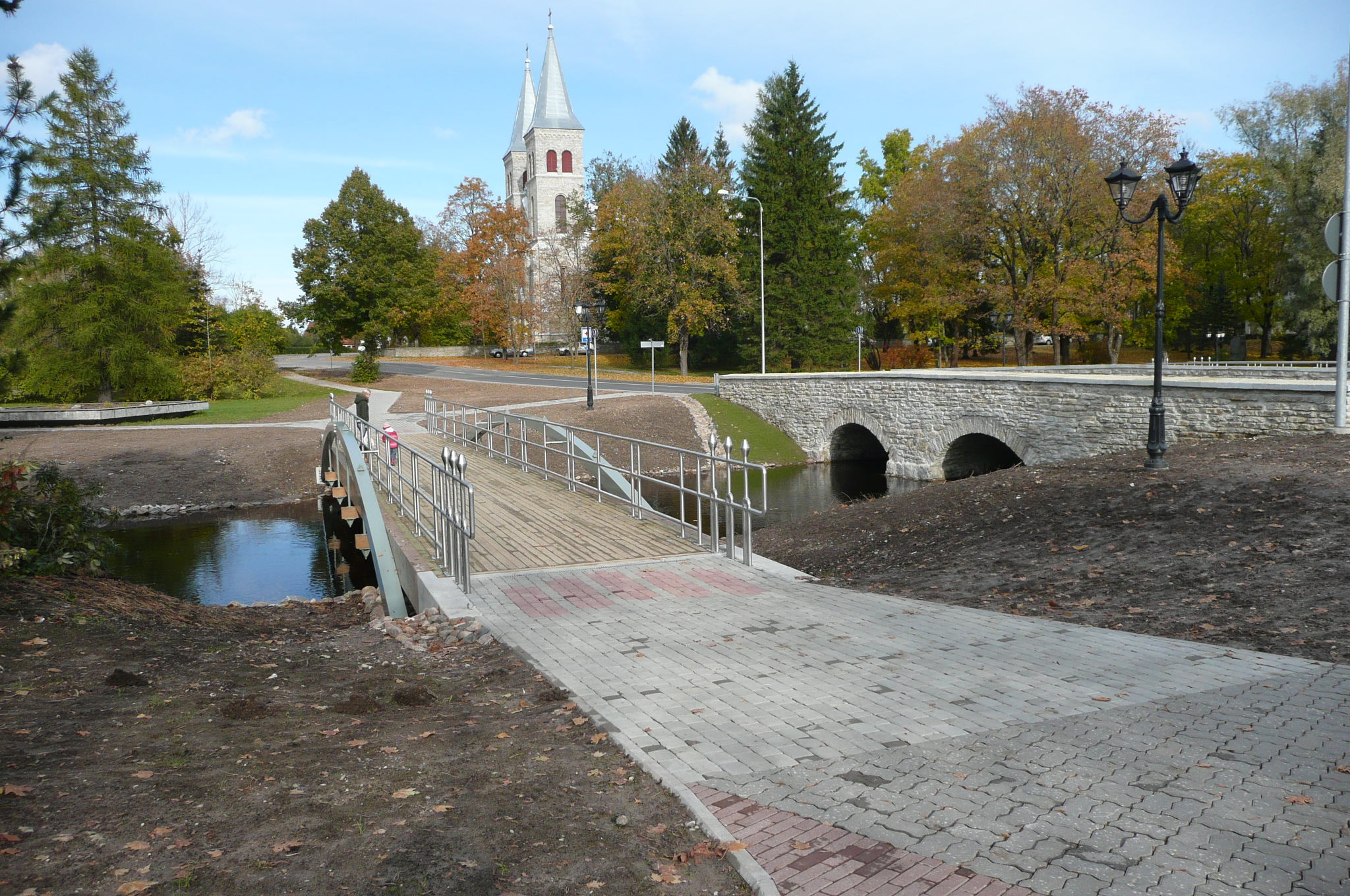
라플라에 있는 다리와 예배당

라플라(에스토니아어: Rapla)는 에스토니아 중부에 위치한 도시로, 라플라 주의 주도이며 면적은 243.4km2, 인구는 5,618명(2008년 1월 1일 기준)이다.

시기
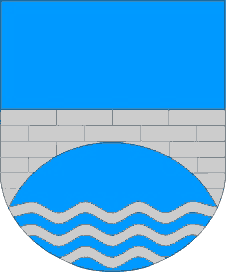
시 문장